# Olivia Röllin
Olivia Röllin (* 1990 in Winterthur) ist eine Schweizer Moderatorin und freie Journalistin.

## Leben

### Studium
Olivia Röllin studierte Philosophie und Religionswissenschaft an der Universität Zürich, der Ludwig-Maximilians-Universität München sowie der Universität Wien. 2020 schloss sie das Studium mit einer Arbeit zu Friedrich Nietzsche ab.

### Journalistische Tätigkeiten
Röllin arbeitete ab 2016 als freie Mitarbeiterin für das Schweizer Radio und Fernsehen. Seit Januar 2019 ist sie die neue Hauptmoderatorin der Sternstunde Religion im Schweizer Radio und Fernsehen (SRF).
Daneben moderiert sie verschiedenste Podien und Veranstaltungen im Bereich Religion, Kultur und Philosophie, so etwa für filmcoopi Zürich, das Literaturfestival Zürich, das Lucerne Festival, den Herbert-Haag-Preis oder Architectural Digest. Als freie Journalistin schreibt sie u. a. für Das Magazin, Die Zeit und Bref.

### Varia
Als Schauspielerin und Sängerin nahm sie an verschiedenen Theater- und Gesangsprojekten in der Schweiz und im Ausland teil und ist auch als Photographin tätig. Olivia Röllin lebt in Luzern.